# Іран на зимових Олімпійських іграх 2006
Іран на зимових Олімпійських іграх 2006 року, які проходили в італійському місті Турин, був представлений 2 спортсменами у двох видах спорту: гірськолижний спорт та лижні перегони. Прапороносцем на церемонії відкриття Олімпійських ігор був гірськолижник Алідад Савег-Шемшакі.
Іран ввосьме взяв участь у зимових Олімпійських іграх. Іранські спортсмени не здобули жодної медалі.

## Учасники
За видом спорту і статтю
| Вид спорту          | Чоловіки | Жінки | Разом |
| ------------------- | -------- | ----- | ----- |
| Гірськолижний спорт | 1        | 0     | 1     |
| Лижні перегони      | 1        | 0     | 1     |
| Разом               | 2        | 0     | 2     |

## Гірськолижний спорт
| Спортсмен            | Дисципліна                   | Спуск 1 | Спуск 2 | Разом   | Місце |
| -------------------- | ---------------------------- | ------- | ------- | ------- | ----- |
| Алідад Савег-Шемшакі | слалом, чоловіки             | 1:07.57 | 1:01.99 | 2:09.56 | 41    |
| Алідад Савег-Шемшакі | гігантський слалом, чоловіки | 1:32.27 | 1:31.61 | 3:03.88 | 36    |

## Лижні перегони
| Спортсмен          | Дисципліна                       | Час     | Місце |
| ------------------ | -------------------------------- | ------- | ----- |
| Моджтаба Міргашемі | 15 км класичним стилем, чоловіки | 52:27.0 | 90    |